# 情慾史期刊
《情慾史期刊》（Journal of the History of Sexuality）是一份1990年起出版的美國性學學術期刊，由德州大學出版社（University of Texas Press）出版，現任主編是聖地牙哥州立大學歷史教授馬修·奎福勒（Mathew Kuefler）。該期刊收錄有關各種族、階級、文化、性別、性傾向情慾發展的理論、批判性研究或歷史調查報告。
根據《期刊引證報告》數據顯示，《情慾史期刊》2010年時的影響因子是0.324，在43份歷史期刊中排名第22、在132份社會學期刊中排名第100。

## 外部連結
- 《情慾史期刊》在出版社官網的介紹 （页面存档备份，存于） （英文）